# Haptophytina
A Haptophyta, más néven Haptophytina vagy a Prymnesium után Prymnesiophyta algaklád.
A Haptophyceae vagy Prymnesiophyceae is használatosak. Ez osztály-, nem törzsszintre utal. Bár filogenetikája a 2010-es évektől ismertebbé vált, vitatott volt, mely szint a legmegfelelőbb.

## Jellemzők

Sematikus ábra. 1. haptonéma, 2. ostor, 3. mitokondrium, 4. Golgi-készülék, 5. sejtmag, 6. pikkelyek, 7. krizolaminarin vakuólum, 8. plasztisz, 9. riboszóma, 10. szemfolt, 11. endoplazmatikus retikulum, 12. kloroplasztisz-endoplazmatikusretikulum, 13. pirenoid, 14. tilakoidok

A kloroplasztiszpigmentek a sárgásmoszatokéhoz hasonlók, de a sejt többi részének szerkezete eltér, így külön ágat alkotnak, melyek kloroplasztiszai hasonló vörösmoszat endoszimbiontákból származnak.
A sejtek általában két kissé eltérő sima ostorral rendelkeznek, valamint a rájuk jellemző, az ostorhoz hasonló, de céljában és a mikrotubulusok elrendezésében eltérő haptonémával. A név a görög ἀψίς, érint és νῆμα, kerek szál szavakból ered. A mitokondriumok cristái tubulárisak.

## Jelentőség
A legismertebb Haptophyta-tagok a Coccolithophora, mely a 762 ismert fajból 673-at tartalmaz, és kokkolitokból álló külső vázuk van. A Coccolithophora a tengeri fitoplankton leggyakoribb részét adja, különösen nyílt tengeren, és gyakoriak mikrofosszíliái, melyek krétalerakódásokat alkotnak. Más planktonikus haptofiták például a Chrysochromulina és a Prymnesium, melyek időszakosan mérgező algavirágzásokat alkotnak, valamint a Phaeocystis, melynek virágzásai kellemetlen habot alkothatnak a partoknál.
Mixotrófok, egyes fajaik ostorosokat fogyaszthatnak.
A Haptophyta gazdaságilag fontos: például a Pavlova lutherit és az Isochrysis spp.-t gyakran használják akvakultúrában ráklárvatáplálékként. Sok többszörösen telítetlen zsírsavat tartalmaznak, például dokozahexaénsavat (DHA), sztearidonsavat és α-linolénsavat. A Tisochrysis lutea betain- és foszfolipideket tartalmaz.

## Besorolás
A Haptophytát eleinte a sárgamoszatokhoz sorolták be, ultraszerkezeti adatok igazolták önálló besorolását. Molekuláris és morfológiai bizonyítékok alapján 5 rendbe sorolják, az Isochrysidales és a Coccolithales a Coccolithophora alkotói. Kis (2–3 μm-es) tagjaik ökológiailag fontosak.
A haptofiták a Sar és egyes feltételezések szerint a Cryptomonada közeli rokona.

### Belső csoportok
Subphylum Haptophytina Cavalier-Smith 2015 [Haptophyta Hibberd 1976 sensu Ruggerio et al. 2015]
- Cladus Rappemonada Kim et al. 2011
  - Classis Rappephyceae Cavalier-Smith 2015
    - Ordo Rappemonadales
      - Familia Rappemonadaceae
- Cladus Haptomonada (Margulis et Schwartz 1998) [Haptophyta Hibberd 1976 emend. Edvardsen et Eikrem 2000; Prymnesiophyta Green et Jordan, 1994; Prymnesiomonada; Prymnesiida Hibberd 1976; Haptophyceae Christensen 1962 ex Silva 1980; Haptomonadida; Patelliferea Cavalier-Smith 1993]
  - Classis Pavlovophyceae Cavalier-Smith 1986 [Pavlovophycidae Cavalier-Smith 1986]
    - Ordo Pavlovales Green 1976
      - Familia Pavlovaceae Green 1976

  - Classis Prymnesiophyceae Christensen 1962 emend. Cavalier-Smith 1996 [Haptophyceae s.s.; Prymnesiophycidae Cavalier-Smith 1986; Coccolithophyceae Casper 1972 ex Rothmaler 1951]
    - Familia †Eoconusphaeraceae Kristan-Tollmann 1988 [Conusphaeraceae]
    - Familia †Goniolithaceae Deflandre 1957
    - Familia †Lapideacassaceae Black, 1971
    - Familia †Microrhabdulaceae Deflandre 1963
    - Familia †Nannoconaceae Deflandre 1959
    - Familia †Polycyclolithaceae Forchheimer 1972 emend Varol, 1992
    - Familia †Lithostromationaceae Deflandre 1959
    - Familia †Rhomboasteraceae Bown, 2005
    - Familia Braarudosphaeraceae Deflandre 1947
    - Familia Ceratolithaceae Norris 1965 emend Young et Bown 2014 [Triquetrorhabdulaceae Lipps 1969 - cf Young et Bown 2014]
    - Familia Alisphaeraceae Young et al., 2003
    - Familia Papposphaeraceae Jordan et Young 1990 emend Andruleit et Young 2010
    - Familia Umbellosphaeraceae Young et al., 2003 [Umbellosphaeroideae]
    - Ordo †Discoasterales Hay 1977
      - Familia †Discoasteraceae Tan 1927
      - Familia †Heliolithaceae Hay et Mohler 1967
      - Familia †Sphenolithaceae Deflandre 1952
      - Familia †Fasciculithaceae Hay et Mohler 1967

    - Ordo Phaeocystales Medlin 2000
      - Familia Phaeocystaceae Lagerheim 1896

    - Ordo Prymnesiales Papenfuss 1955 emend. Edvardsen and Eikrem 2000
      - Familia Chrysochromulinaceae Edvardsen, Eikrem et Medlin 2011
      - Familia Prymnesiaceae Conrad 1926 ex Schmidt 1931

    - Subclassis Calcihaptophycidae
      - Ordo Isochrysidales Pascher 1910 [Prinsiales Young et Bown 1997]
        - Familia †Prinsiaceae Hay et Mohler 1967 emend. Young et Bown, 1997
        - Familia Isochrysidaceae Parke 1949 [Chrysotilaceae; Marthasteraceae Hay 1977]
        - Familia Noëlaerhabdaceae Jerkovic 1970 emend. Young et Bown, 1997 [Gephyrocapsaceae Black 1971]

      - Ordo †Eiffellithales Rood, Hay et Barnard 1971 (loxolith; imbricating murolith)
        - Familia †Chiastozygaceae Rood, Hay et Barnard 1973 [Ahmuellerellaceae Reinhardt, 1965]
        - Familia †Eiffellithaceae Reinhardt 1965
        - Familia †Rhagodiscaceae Hay 1977

      - Ordo Stephanolithiales Bown et Young 1997 (protolit, nem bemélyedő murolit)
        - Familia Parhabdolithaceae Bown 1987
        - Familia †Stephanolithiaceae Black 1968 emend. Black 1973

      - Ordo Zygodiscales Young et Bown 1997 [Crepidolithales]
        - Familia Helicosphaeraceae Black 1971
        - Familia Pontosphaeraceae Lemmermann 1908
        - Familia †Zygodiscaceae Hay et Mohler 1967

      - Ordo Syracosphaerales Ostenfeld 1899 emend. Young et al., 2003 [Rhabdosphaerales Ostenfeld 1899]
        - Familia Calciosoleniaceae Kamptner 1927
        - Familia Syracosphaeraceae Lohmann, 1902 [Halopappaceae Kamptner 1928] (kaneolit, kirtolit, murolit)
        - Familia Rhabdosphaeraceae Haeckel, 1894 (planolit)

      - Ordo †Watznaueriales Bown 1987 (bemélyedő plakolit)
        - Familia †Watznaueriaceae Rood, Hay et Barnard 1971

      - Ordo †Arkhangelskiales Bown et Hampton 1997
        - Familia †Arkhangelskiellaceae Bukry 1969
        - Familia †Kamptneriaceae Bown et Hampton 1997

      - Ordo †Podorhabdales Rood 1971 [Biscutales Aubry 2009; Prediscosphaerales Aubry 2009] (radiális plakolit)
        - Familia †Axopodorhabdaceae Wind et Wise 1977 [Podorhabdaceae Noel 1965]
        - Familia †Biscutaceae Black, 1971
        - Familia †Calyculaceae Noel 1973
        - Familia †Cretarhabdaceae Thierstein 1973
        - Familia †Mazaganellaceae Bown 1987
        - Familia †Prediscosphaeraceae Rood et al., 1971 [Deflandriaceae Black 1968]
        - Familia †Tubodiscaceae Bown et Rutledge 1997

      - Ordo Coccolithales Schwartz 1932 [Coccolithophorales]
        - Familia Reticulosphaeraceae Cavalier-Smith 1996 [Reticulosphaeridae]
        - Familia Calcidiscaceae Young et Bown 1997
        - Familia Coccolithaceae Poche 1913 emend. Young et Bown, 1997 [Coccolithophoraceae]
        - Familia Pleurochrysidaceae Fresnel et Billard 1991
        - Familia Hymenomonadaceae Senn 1900 [Ochrosphaeraceae Schussnig 1930]

## Fordítás
Ez a szócikk részben vagy egészben  a   Haptophyte című angol Wikipédia-szócikk ezen változatának fordításán alapul.  Az eredeti cikk szerkesztőit annak laptörténete sorolja fel. Ez a jelzés csupán a megfogalmazás eredetét és a szerzői jogokat jelzi, nem szolgál a cikkben szereplő információk forrásmegjelöléseként.